# Let's Get Down
Let's Get Down är en singel från Bow Wows tredje album. Rapparen Birdman är gästen i låten och låten kom på plats nummer 14 på Billboard Hot 100.

## List position
| Listan (2003)                        | position |
| ------------------------------------ | -------- |
| U.S. Billboard Hot 100               | 14       |
| U.S. Billboard Hot R&B/Hip-Hop Songs | 12       |
| U.S. Billboard Hot Rap Tracks        | 6        |
| U.S. Billboard Rhythmic Top 40       | 8        |
| U.S. Billboard Top 40 Tracks         | 30       |